# Bad Vilbel
Bad Vilbel − miasto uzdrowiskowe w Niemczech, w kraju związkowym Hesja, w rejencji Darmstadt, w powiecie Wetterau. Leży na południowym krańcu doliny Wetterau nad rzeką Niddą, graniczy z Frankfurtem nad Menem.

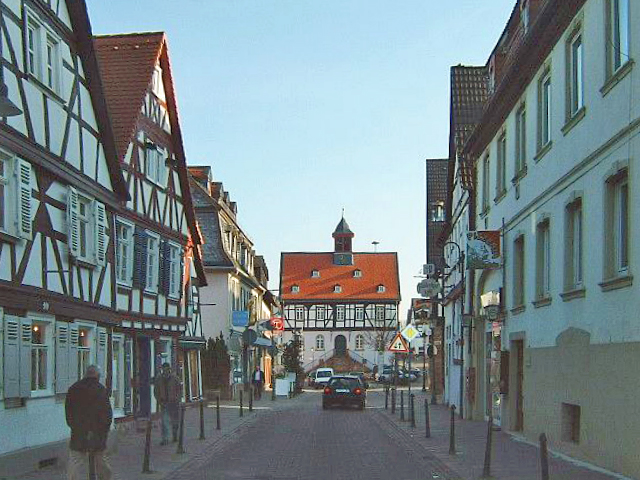
Główna ulica Bad Vilbel

Składa się z dzielnic: Bad Vilbel, Heilsberg, Gronau, Dortelweil oraz Massenheim.
Nad brzegiem Niddy zachowały się ruiny średniowiecznego zamku. W mieście znajduje się źródło wody mineralnej Elisabethen Quelle.

## Współpraca
Miejscowości partnerskie:
- Bečov nad Teplou, Czechy
- Brotterode, Turyngia
- Eldoret, Kenia
- Glossop, Wielka Brytania
- Moulins, Francja
- Teplá, Czechy